# Jakob Glanzner
Jakob Glanzner (* 22. Oktober 1989 in Baden) ist ein österreichischer Radio- und Fernsehmoderator.

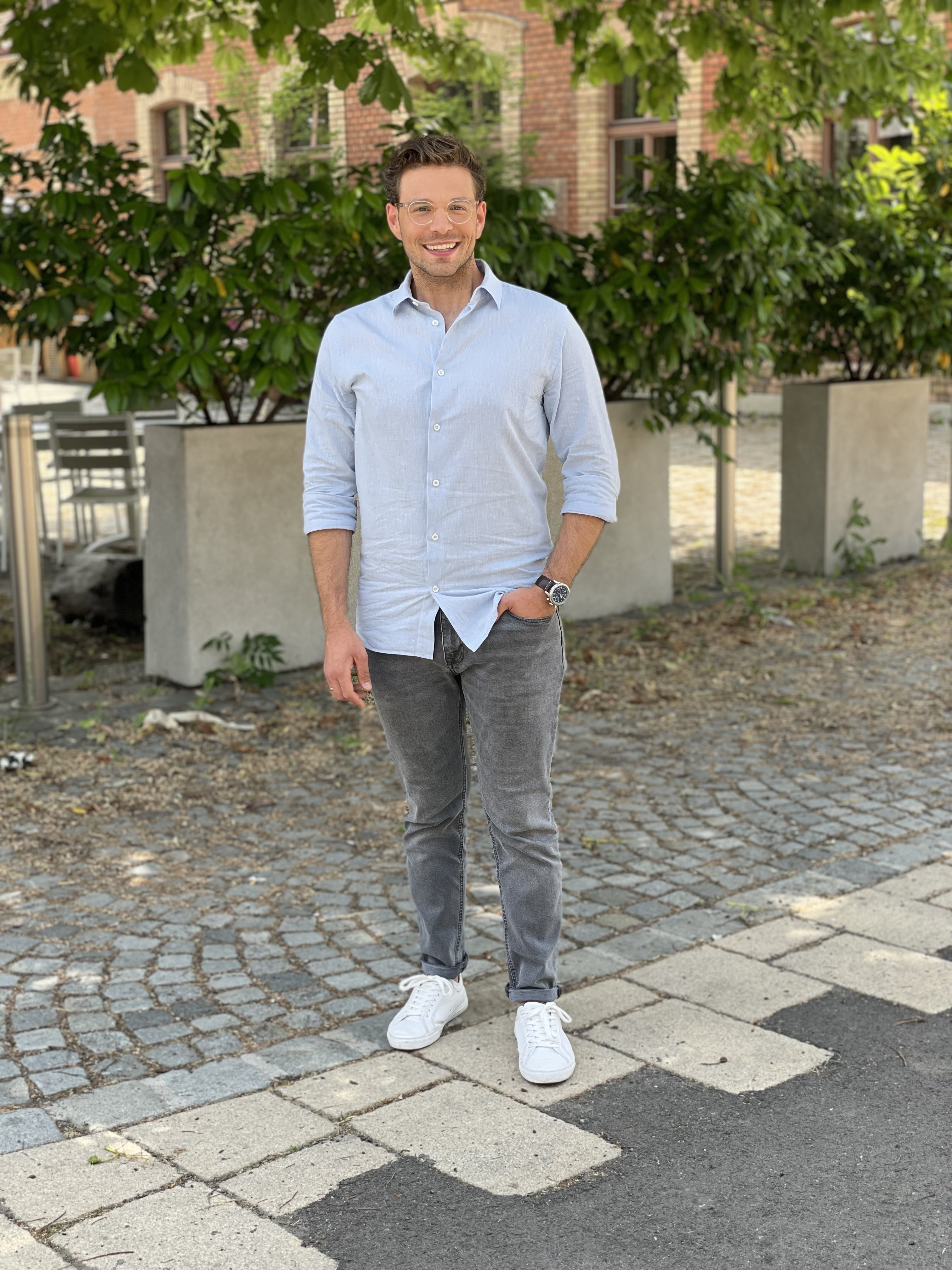
Jakob Glanzner (2022)

## Leben und Karriere
Nach der Matura an der Höheren Lehranstalt für Produktmanagement und Präsentation in Mödling 2009 begann Glanzner Psychologie an der Universität Wien zu studieren.
2011 absolvierte er ein Praktikum beim Radiosender Ö3 (Ö3-Wecker). Von 2012 bis 2014 war Glanzner dort als Moderator sowie in der Programmgestaltung und der Verkehrsredaktion tätig. 2014 war er ein halbes Jahr auf Mallorca, wo er Moderator beim deutschsprachigen Radiosender Das Inselradio Mallorca war. Nach seiner Rückkehr moderierte er bei Radio Arabella Wien die Morgenshow Jakob und Julia am Morgen. 2016 wurde er von Servus TV abgeworben und moderierte dort Servus am Abend mit dem Tiroler Florian Lettner. Seit 2018 moderiert Glanzner zusätzlich beim Radiosender Kronehit und seit 2019 beim österreichischen Privatsender PULS 4. Dort ist er unter anderem Moderator von Café Puls und das Café Puls – Das Magazin. Ebenso hat er dort die Formate Die Qual der Wahl, Catch, Design Dream, The Masked Singer Austria – das Magazin moderiert.

### Auszeichnung
2017 war Glanzner für den österreichischen Film- und Fernsehpreis Romy in der Kategorie „Bester Nachwuchs männlich“ nominiert.

## Privates
Jakob Glanzner spielt leidenschaftlich Gitarre.